# JR西日本レイラーズ
JR西日本レイラーズ（ジェイアールにしにほんレイラーズ、英: JR WEST RAILERS）は西日本旅客鉄道が運営する、2023年現在、トップウェストAリーグに所属するラグビーチーム。前身は大阪鉄道管理局（呼称は大阪鉄道局、大鉄局、大鉄など）ラグビー部。

## 概要
- 1995年、大鉄ラグビー部の後を継ぎ、「レイラーズ」創部[1]
- ホームグラウンドは、神戸市須磨区の鷹取工場の跡地（JR鷹取駅北側）にある。

## 歴史
- 1928年 - 前身の大阪鉄道管理局（大鉄）ラグビー部が創部
- 1930年 - 第1回全国鉄道大会に参加
- 1931年 - 関西実業団リーグ戦で初優勝
- 1950年 - 第3回全国社会人大会（1951年1月）に初出場
- 1957年 - 第10回全国社会人大会で準決勝に進出
- 1958年 - 第1回関西社会人リーグに参加
- 1959年 - 第1回国鉄ラグビー大会に参加
- 1973年 - 国鉄の合理化により廃部
- 1987年 - JR西日本大阪チーム発足
- 1995年 - JR西日本レイラーズとして創部
- 2003年 - トップリーグ開幕に伴い、トップウェストAに参加
- 2005年 - JR福知山線脱線事故により活動自粛
- 2011年 - 7シーズンぶりにトップウェストAに復帰

## 成績

### 全国社会人大会戦績
前身の大阪鉄道管理局としての戦績。
| 回 | 年度 | 地区 | 成績                | 試 | 勝 | 分 | 敗 | 得 | 失 | 差  | 備考                       |
| -- | ---- | ---- | ------------------- | -- | -- | -- | -- | -- | -- | --- | -------------------------- |
| 3  | 1950 | 阪和 | ベスト4             | 2  | 1  | 0  | 1  | 17 | 15 | 2   | 大阪鉄道局のチーム名で出場 |
| 5  | 1952 | 阪和 | ベスト8（初戦敗退） | 1  | 0  | 0  | 1  | 6  | 14 | -8  |                            |
| 9  | 1956 | 大阪 | 1回戦敗退           | 1  | 0  | 0  | 1  | 9  | 11 | -2  |                            |
| 10 | 1957 | 大阪 | ベスト4             | 3  | 2  | 0  | 1  | 41 | 25 | 16  |                            |
| 11 | 1958 | 大阪 | 1回戦敗退           | 1  | 0  | 0  | 1  | 6  | 17 | -11 |                            |

### リーグ戦戦績

#### トップリーグ創設以前
- 1997-1998シーズン 関西社会人リーグ Dリーグ 3位、関西社会人リーグCリーグ昇格
- 1998-1999シーズン 関西社会人リーグ Cリーグ 優勝、関西社会人リーグBリーグ昇格
- 1999-2000シーズン 関西社会人リーグ Bリーグ 7位
- 2000-2001シーズン 関西社会人リーグ Bリーグ 4位
- 2001-2002シーズン 関西社会人リーグ Bリーグ 2位
- 2002-2003シーズン 関西社会人リーグ Bリーグ 3位、トップウェストAへ参入

#### トップリーグ創設以降
- 2003-2004シーズン トップウェストA 7位
- 2004-2005シーズン トップウェストA 5位
- 2005-2006シーズン JR福知山線脱線事故による社内スポーツの活動自粛によりトップウェストAへの参加を辞退、トップウェストBへ自動降格
- 2006-2007シーズン トップウェストB 優勝、リーグ再編に伴いトップウェストA1リーグへ参加
- 2007-2008シーズン トップウェストA1 優勝
- 2008-2009シーズン トップウェストA1 2位
- 2009-2010シーズン トップウェストA1 2位
- 2010-2011シーズン トップウェストA1 優勝、トップウェストA昇格
- 2011-2012シーズン トップウェストA 4位
- 2012-2013シーズン トップウェストA 5位
- 2013-2014シーズン トップウェストA 4位（6敗）
- 2014-2015シーズン トップウェストA 4位（6敗）
- 2015-2016シーズン トップウェストA 4位（2勝3敗）
- 2016-2017シーズン トップウェストA 4位（3勝2敗）
- 2017-2018シーズン トップウェストA 3位（5勝2敗）
- 2018-2019シーズン トップウェストA 2位（7勝1敗）
- 2019-2020シーズン トップウェストA 3位（6勝2敗）
- 2021-2022シーズン トップウェストA 3位（リーグ戦：レッドカンファレンス2位 2勝1敗、順位決定戦：3・4位決定戦 勝利）
- 2022-2023シーズン トップウェストA 3位（5勝3敗）
- 2023-2024シーズン トップウェストA 5位（3勝4敗）
- 2024-2025シーズン トップウェストA 6位（2勝5敗）

## 2019年度スコッド
2019年度のスコッドは次の通り。太字は今年度からの新加入選手。
| ポジション | 選手名         | 出身校     | 代表 キャップ |
| ---------- | -------------- | ---------- | ------------- |
| PR         | 折目光弘       | 関西学院大 |               |
| PR         | 坂井博文       | 中央大     |               |
| PR         | 桃尾恭平       | 関西大     |               |
| PR         | 津志田卓哉     | 東海大     |               |
| PR         | 後藤義和       | 立命館大   |               |
| PR         | 鈴木剛         | 近畿大     |               |
| PR         | 中尾太希       | 中央大     |               |
| PR         | 筒井エディ稜史 | 東海大     |               |
| PR         | 横山慶太郎     | 京都産業大 |               |
| HO         | 河野悟         | 近畿大     |               |
| HO         | 中村優樹       | 立命館大   |               |
| HO         | 倉本吏哉       | 同志社大   |               |
| HO         | 内山友貴       | 天理大     |               |
| LO         | 古賀智彦       | 立命館大   |               |
| LO         | 山野将太朗     | 京都産業大 |               |
| LO         | 川上凌央       | 立命館大   |               |
| LO         | 澤井未倫       | 天理大     |               |
| LO         | 戎勇           | 同志社大   |               |
| FL         | 藤井秀人       | 天理大     |               |
| FL         | 木谷寛寿       | 東海大     |               |
| FL         | 中西一政       | 龍谷大     |               |
| No.8       | 真田一郎       | 東海大     |               |
| No.8       | 松永健太       | 近畿大     |               |
| No.8       | 中野真仁       | 天理大     |               |

| ポジション | 選手名   | 出身校     | 代表 キャップ |
| ---------- | -------- | ---------- | ------------- |
| SH         | 安田直樹 | 近畿大     |               |
| SH         | 北林賢悟 | 帝京大     |               |
| SO         | 神田達可 | 近畿大     |               |
| SO         | 江島慶   | 福岡工業大 |               |
| SO         | 角野友基 | 立命館大   |               |
| WTB        | 山中翔平 | 明治大     |               |
| WTB        | 中村高大 | 同志社大   |               |
| WTB        | 木村昴幸 | 立命館大   |               |
| WTB        | 酒井貴弘 | 近畿大     |               |
| WTB        | 濱田郁輝 | 帝京大     |               |
| WTB        | 岡田翔   | 摂南大     |               |
| CTB        | 清原賛   | 立命館大   |               |
| CTB        | 高岸亮太 | 立命館大   |               |
| CTB        | 宮川稔大 | 大阪工業大 |               |
| CTB        | 鮫島魁   | 関西学院大 |               |
| CTB        | 北林雅基 | 近畿大     |               |
| CTB        | 金成志   | 東海大     |               |
| FB         | 藤本貴也 | 同志社大   |               |

## 主な在籍した選手
- 中鹿駿 - 日野レッドドルフィンズ
- 小川寛大 - 横浜キヤノンイーグルス

## JRグループのスポーツチーム
- JR九州硬式野球部
- JR四国硬式野球部
- JR九州サンダース
- JR西日本硬式野球部
- JR東海硬式野球部
- JR千葉硬式野球部
- JR東日本ラグビー部
- JR東日本硬式野球部
- JR東日本東北硬式野球部
- JR北海道硬式野球クラブ（旧：JR北海道硬式野球部）